# Аборты в Тонге
Аборты в Тонга — искусственное прерывание беременности на территории Короле́вства То́нга в Полинезии. Государством аборты
строго ограничены уголовным законодательством. Исключение составляют случаи, когда по медицинским требованием необходимо сохранение здоровья матери.

## Закон Тонги
Аборт в Тонге ограничен разделами 103–105 Закона об уголовных преступлениях.
- Раздел 103 квалифицирует введение лекарств или вредных веществ, незаконное использование инструмента или любых других средств с намерением вызвать выкидыш у любой женщины или девочки как правонарушение, наказуемое лишением свободы на срок до семи лет.

- Статья 104 квалифицирует как правонарушение с тюремным заключением на срок до трёх лет для женщины или девушки за то, что она взяла или позволила ввести ей какое-либо лекарство или другой вредный предмет, или использовала или позволила использовать на себе какой-либо инструмент или другие средства с умыслом устроить выкидыш.

- Раздел 105 устанавливает уголовную ответственность с лишением свободы на срок до четырёх лет для любого, кто поставляет или приобретает какие-либо лекарства, другие вредные вещества или любые инструменты, зная, что они будут использоваться с целью вызвать выкидыш[1][2].

Кроме того, Закон Тонги об экстрадиции разрешает экстрадицию лиц в определённые страны, если в этих странах им предъявлено обвинение в совершении преступления, связанного с абортом.